# Taiwanstraße (Peking)
Die Taiwanstraße (chinesisch 北京台湾街, Pinyin Běijīng Táiwān jiē, englisch Taiwan Street) in Peking ist eine exklusive Geschäftsstraße mit original taiwanischem Charakter. 
Sie befindet sich im Südwesten des Skulpturenparks im Pekinger Stadtbezirk Shijingshan. Der Name der Straße wurde von dem Ehrenvorsitzenden der Kuomintang, Lien Chan, handgeschrieben. Die L-förmige Straße mit einer Gesamtlänge von ca. 500 Metern und einer Gesamtfläche von mehr als 40.000 Quadratmetern beherbergt taiwanische Spitzenrestaurants, Musikrestaurants, eine Snack-City und Pavillons mit Modeboutiquen. Dazu gehören das Gebäude Wugui Lou der Wufeng-Li-Familie, das Musikrestaurant Teresa Teng und die Treasure Island Style Street.